# São Miguel do Couto
São Miguel do Couto ist ein zu Santo Tirso in Portugal gehörender kleiner Ortsteil mit 1222 Einwohnern (Stand 30. Juni 2011) und einer Fläche von 1,90 km².
São Miguel do Couto (Postleitzahl 4780-699) liegt an einem Berghang, von dessen Spitze (Monte Siaó) auch die Ortsmitte von Santo Tirso überblickt werden kann. Kleine Einfamilienhäuschen mit etwas Garten und Kleintierzucht sind Bestand von São Miguel do Couto.
Vom Zentrum bzw. der Innenstadt Santo Tirsos aus liegt São Miguel do Couto 20 Gehminuten bzw. fünf Autominuten entfernt. São Miguel do Couto liegt in Fahrtrichtung des ebenfalls zu Santo Tirso gehörenden Monte Córdova und der über Santo Tirso ragenden Kathedrale „Assunção“.